# الغريفه العليا (الديس)
'

تعديل مصدري - تعديل

الغريفه العليا هي إحدى قرى عزلة الديس بمديرية الديس التابعة لمحافظة حضرموت، بلغ تعداد سكانها 337 نسمة حسب تعداد اليمن لعام 2004.